# Salienz
Salienz (Auffälligkeit, von lateinisch salientia „Hervorspringen“) bedeutet in der Psychologie, dass ein Reiz (z. B. ein Objekt oder eine Person) aus seinem Kontext hervorgehoben und dadurch dem Bewusstsein leichter zugänglich ist als ein nicht-salienter Reiz. Ursachen können sein, dass der Figur-Grund-Kontrast hoch ist oder dass der Reiz den Erwartungen widerspricht bzw. überraschend ist oder dass der Reiz Informationen über aktuelle Ziele bietet (Prominenz).

## Erklärung
Die Salienz eines Reizes bzw. eines Objektes oder einer Person bestimmt mit, worauf sich die menschliche Aufmerksamkeit richtet. Diese wird durch zwei Mechanismen der Wahrnehmung bestimmt:
- Reizinduzierte Vereinnahmung der Aufmerksamkeit. Das heißt, Objekte, die hinsichtlich bestimmter Merkmale salient sind, ziehen – unabhängig von den Zielen der wahrnehmenden Person – die Aufmerksamkeit auf sich. Beispiel: Ein rotes Licht inmitten von grünen Lichtern „springt ins Auge“.
- Zielgesteuerte Wahl (selektive Aufmerksamkeit). Das heißt, die wahrnehmende Person schenkt aufgrund ihrer Ziele oder ihrer momentanen Motivation bestimmten Objekten Aufmerksamkeit. Beispiel: Einem hungrigen Menschen fallen Lebensmittel eher auf als einem satten Menschen.

Beide Prozesse spielen zusammen. In Fällen, in denen die beiden Prozesse miteinander konkurrieren – so legen es die bisherigen psychologischen Forschungsergebnisse nahe –, setzt sich die reizinduzierte Vereinnahmung gegenüber der zielgesteuerten Wahl durch.
Die Salienz eines Reizes hängt unter anderem ab von seiner
- Intensität (ein intensiver Reiz ist salienter als ein weniger intensiver)
- Neuigkeit (ein neuer Reiz ist salienter als ein altbekannter, und ein überraschender Reiz ist salienter als ein erwarteter)
- Bedürfnis-Relevanz (engl. biological need; ein Reiz, der ein biologisches Bedürfnis befriedigt, ist salienter als ein Reiz, der biologisch irrelevant ist)
- Ökologische Validität (engl. ecological validity; ein Reiz, der relevante Informationen über ein Objekt liefert, ist salienter als ein Reiz, der dies nicht tut)

Aus der Sozialpsychologie ist bekannt, dass Salienz ein wichtiger Faktor für Ursachenzuschreibungen ist. Wenn z. B. Angehörige von Minderheiten bestimmte Verhaltensweisen zeigen, wird dieses Verhalten von den übrigen Menschen mit höherer Wahrscheinlichkeit auf die Zugehörigkeit zu dieser Minderheit zurückgeführt als dasselbe Verhalten eines Mitglieds der Mehrheit auf die Zugehörigkeit zu ebendieser Mehrheit.